# Mofa-Prüfbescheinigung

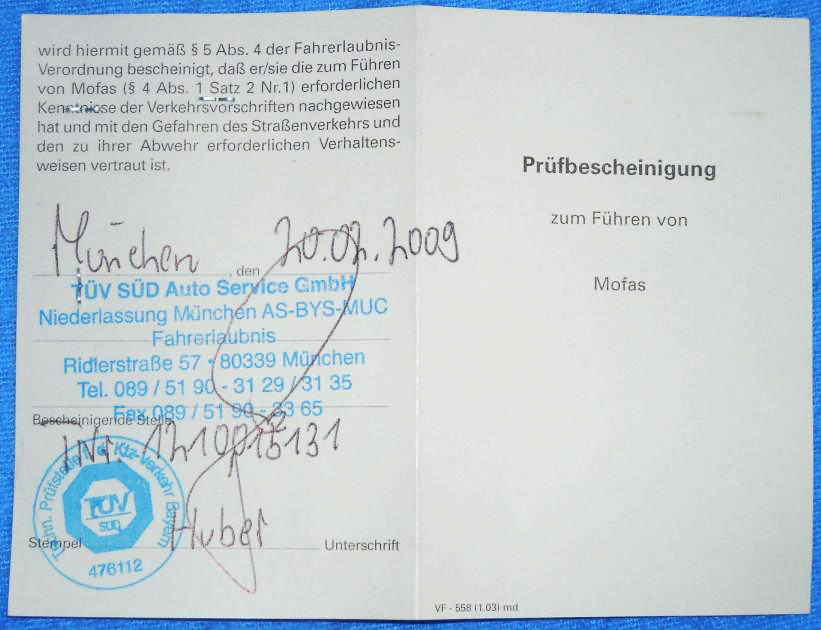
Prüfbescheinigung für Mofas, Außenseite

Die Prüfbescheinigung zum Führen von Mofas und zwei- und dreirädrigen Kraftfahrzeugen bis 25 km/h ist ein (deutscher) Nachweis über die Befähigung zum Führen solcher Kraftfahrzeuge.
Sie berechtigt zum Führen von
- geschwindigkeitsreduzierten Kraftfahrzeugen der Klassen L1e-B (gedrosselte Kleinkrafträder bis 25 km/h), L2e-P und L2e-U (dreirädriges Kleinkraftrad für Personen- bzw. Güterbeförderung bis 25 km/h)[2] und
- Fahrrädern mit Hilfsmotor bis 25 km/h bauartbedingte Höchstgeschwindigkeit (klassische Mofas, auch Leichtmofas (maximal 30 cm³ Hubraum und 20 km/h[3])).

Die Prüfbescheinigung muss beim Fahren mitgeführt und zuständigen Personen auf Verlangen zur Kontrolle ausgehändigt werden. Keine Prüfung muss daher ablegen, wer eine gültige Fahrerlaubnis hat.

## Vergleich zur Führerscheinklasse AM
Ursprünglich konnte die nächsthöhere Führerscheinklasse (AM) erst mit dem vollendeten 16. Lebensjahr erworben werden. Seit dem 28. Juli 2021 kann diese jedoch bundesweit bereits mit Vollendung des 15. Lebensjahres erworben werden.

## Prüfbescheinigung im Ausland
Andere Länder kennen diese Art der Prüfbescheinigung grundsätzlich nicht. Sie ist keine Fahrerlaubnis im führerscheinrechtlichen Sinne. Sie wurde ursprünglich unter dem Namen Mofaprüfbescheinigung zum 1. April 1980 eingeführt. 2013 wurde sie im Zuge der Einführung von EU-Fahrzeugklassen auf dreirädrige Fahrzeuge ausgeweitet. Zugleich entfiel die Beschränkung auf einsitzige Fahrzeuge. Zwischen 2009 und 2019 war sie auch für sogenannte elektronische Mobilitätshilfen (wie Segway) erforderlich.
Siehe auch: Führerausweis-Kategorie M in der Schweiz

## Erwerb
Der Bewerber für eine solche Prüfbescheinigung muss eine Ausbildung (theoretisch von sechs Doppelstunden zu je 90 Minuten und praktisch von einer Doppelstunde zu 90 Minuten) absolvieren sowie seine Kenntnisse in einer theoretischen Prüfung unter Beweis stellen. Träger der Mofa-Ausbildung ist in der Regel eine Fahrschule, kann aber auch eine sonstige Bildungseinrichtung mit der behördlich genehmigten Ausbildungsbefähigung sein. Nach absolvieren der theoretischen und praktischen Ausbildung erhält der Bewerber eine Bescheinigung nach § 5 Abs. 2 FeV, mit welcher er die theoretische Prüfung bei einer technischen Prüfstelle für den Kraftfahrzeugverkehr (in den alten Bundesländern der TÜV; in den neuen Bundesländern DEKRA), frühestens drei Monate vor Vollendung des 15. Lebensjahres, absolvieren kann.
Ausgehändigt wird die Prüfbescheinigung nach bestandener Theorieprüfung ab dem vollendeten 15. Lebensjahr.
Personen, die vor dem 1. April 1965 geboren wurden, benötigen keine Prüfbescheinigung zum Führen der oben genannten Fahrzeuge. Bei einer Verkehrskontrolle müssen diese also keine Kenntnisse von Verkehrsregeln nachweisen, sondern lediglich ihr Alter durch einen amtlichen Lichtbildausweis (z. B. Personalausweis oder Reisepass) nachweisen.

## Format
Die Prüfbescheinigung wird in Form eines Papierdokuments mit den Abmessungen 140 mm × 105 mm (faltbar auf DIN A7) ausgestellt. Die Innenseite des Dokuments enthält die persönlichen Angaben des Berechtigten inklusive Lichtbild. Die Rückseite enthält die Bestätigung nach § 5 Abs. 1 FeV über die erforderlichen Kenntnisse der Verkehrsvorschriften.

## Ausnahmeregelungen
Gemäß Einigungsvertrag Kapitel XI, Sgb. B, Absch. III, Ziffer 2, Maßgabe 21 gelten Fahrräder mit Hilfsmotor nach DDR-Recht mit erstmaliger Inbetriebnahme bis einschließlich 29. Februar 1992 weiterhin als solche und dürfen mit einer bbH von 30 km/h mit einer Prüfbescheinigung gefahren werden.